# أوفرماستر
أوفرماستر هو شرير خارق من دي سي كومكس. ظهر لأول مرة وراء الكواليس في فرقة العدالة الأمريكية #233 (كانون الأول / ديسمبر 1984) ، وتم إنشاؤه من قبل جيري كونواي و تشاك باتون.

## السيرة الذاتية للشخصية الخيالية
فضائي عمره 580 مليون عاماً يعتبر نفسه القوة السماوية ما وراء الخير والشر ، وبغرض «تمرير القانون عند الحكم». بعد أن يحكم على كوكب ما بأنه لا يستحق، يقوم بجمع عينة من كل نوع من أنواع هذا الكوكب، ثم يقوم بإنهاء جميع أشكال الحياة على الكوكب.

### كادر
أول ظهور لأوفرماستر كان على الأرض منذ سنوات عديدة، بتكليف كادر الأصلي بوضع الجنس البشري تحت «أختبار». تقوم فرقة العدالة الأصلية بهزيمة كادر ويختفي أوفرماستر بعدها. سنوات في وقت لاحق، يعود ويبادر في عدة منظمات مثل لواء الآرية والمتطرفين  الجدد وكادر الخالد.

### كادر الخالد
في الأخير جعل وجوده معروف، يختار أوفرماستر عدة أشرار من كل مجموعة من المجموعات لتشكيل مجموعة جديد قوية من كادر تعرف بأسم كادر الخالد. كان أوفرماستر قوياً بشكل لا يصدق ولكنه محدود الخيال. أعلن عن عزمه على تدمير الأرض في أسبوع واحد، عن طريق محو المدينة المركزية من الكوكب وإيقاف جميع الوفيات و الولادات في جميع أنحاء العالم كدليل على قوته. تغزوا فرقة العدالة مركبة أوفرماستر الفضائية لتستخدم التكنولوجيا لعكس جميع آثار أوفرماستر.

### الموت
يقتل أوفرماستر بالخطأ من قبل ويل إيفرت الثالث, الرجل المدهش الثاني, بعد مقتل عضو فرقة العدالة آيس على يد الشرير. في أعقاب هذا الحدث، تنتقل الفرقة إلى الملجأ، محطة أوفرماستر الفضائية، لتجعلها مقرها الجديد.

## القوى والقدرات
قوى أوفرماستر غير معروفة بالضبط. لديه إمكانية الوصول إلى التكنولوجيا المتقدمة و لديه طاقة قوى غيرمعروفة.

## وصلات خارجية
- DCU دليل: أوفرماستر
- DCU دليل: التسلسل الزمني أوفرماستر